# Église Saint-Martin-de-Porrès de Salem
L'église Saint-Martin-de-Porrès, est une église catholique située à Salem, à Montserrat.

## Historique
L'église Saint-Martin-de-Porrès suit le rite romain ou tridentin et dépend de la mission de Saint Patrick à Lookout, rattachée au diocèse de Saint John's-Basseterre, qui a pris son nom actuel par décret « Plures in Mari » de la Congrégation pour l'évangélisation des peuples (Congregatio pro Gentium Evangelizatione) sous le pontificat du pape Jean-Paul II.
Comme son nom l'indique, l'église est dédiée dédiée à saint Martin de Porrès, un frère péruvien de l'Ordre des Prêcheurs.